# برسيب باندونغ
برسيب باندونغ، هو نادي كرة قدم إندونيسي يقع مقره في مدينة باندونغ. تأسس سنة 1919 ويلعب حالياً في الدوري الممتاز.